# Norwegian Jewel
Norwegian Jewel – wycieczkowy statek pasażerski należący do floty Norwegian Cruise Line. Został zbudowany w stoczni Meyer Werft w niemieckim Papenburg. Statek opuścił suchy dok 12 czerwca 2005, natomiast przekazanie inwestorowi do użytkowania odbyło się 4 sierpnia 2005 w holenderskim Eemshaven. Ceremonia nadania imienia odbyła się 3 listopada 2005 w Miami, a matką chrzestną jest Melania Trump, żona Donalda Trumpa.

## Trasy rejsów
W okresie letnim Pearl najczęściej pływa z Seattle, lub z Vancouver, w kierunku Alaski (Inside Passage), odwiedzając Juneau, Skagway i Ketchikan.
W okresie zimowym Pearl pływa z Miami na Karaiby południowe, często odwiedzając Kanał Panamski.

## Galeria

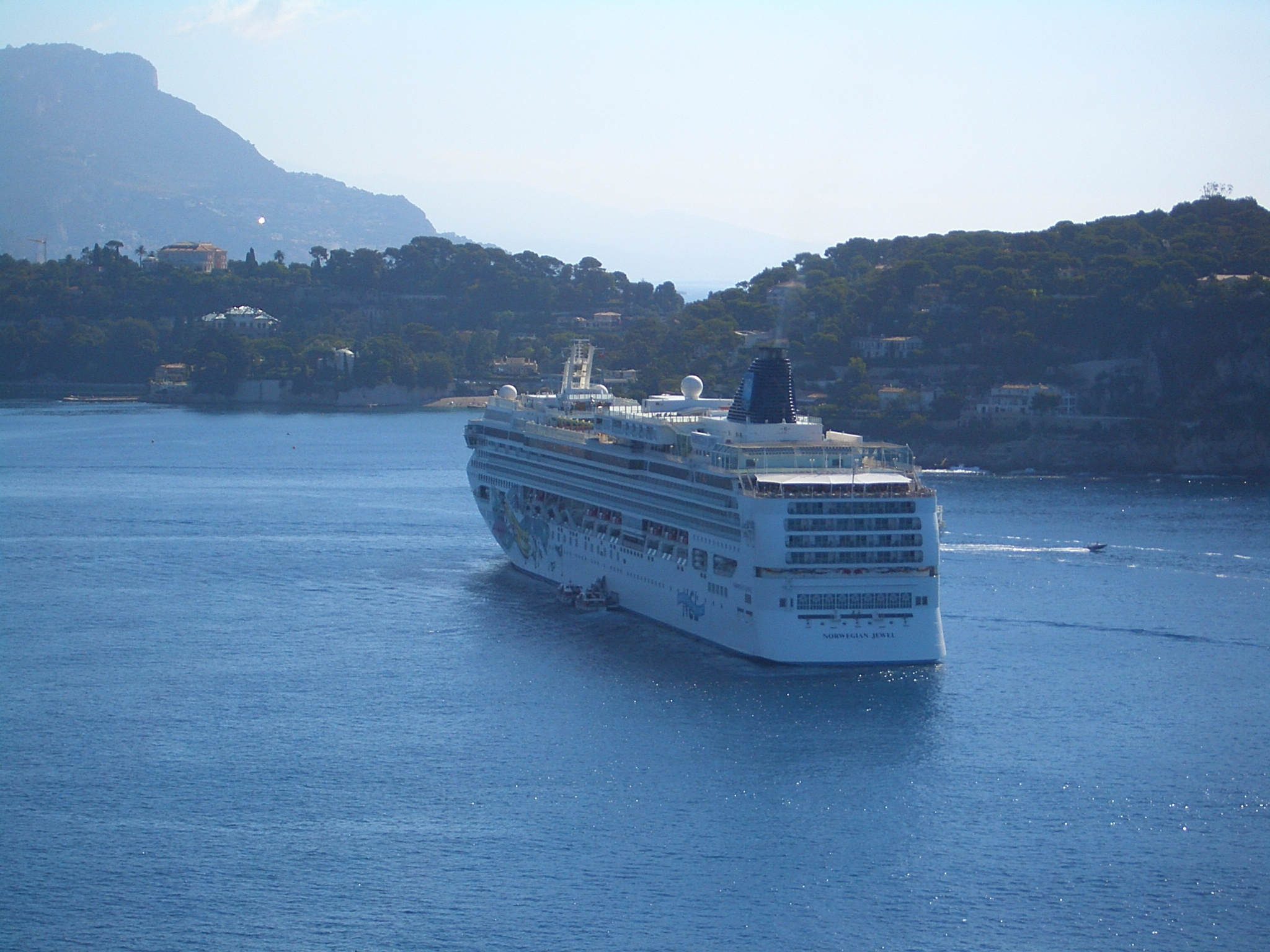
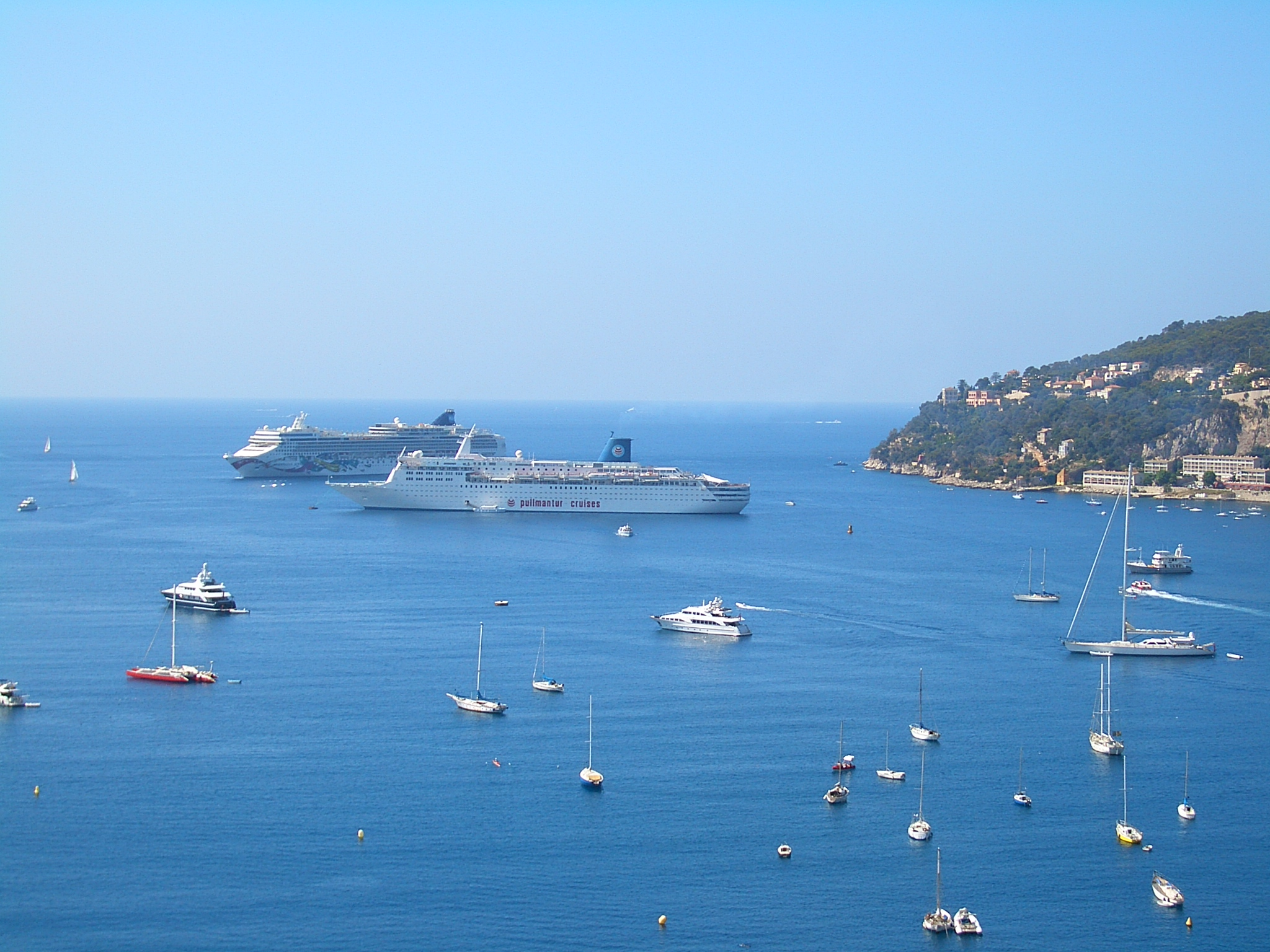
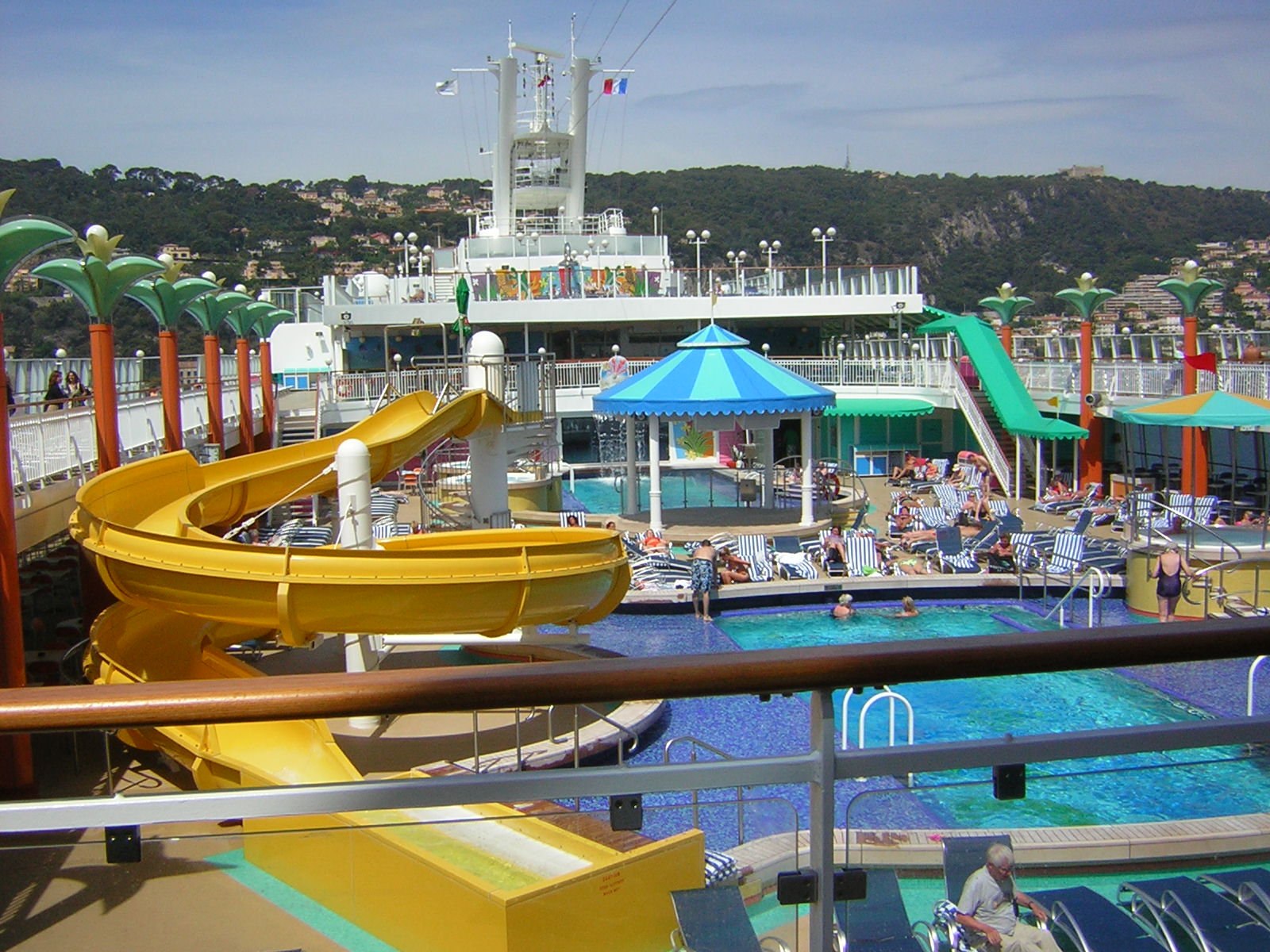
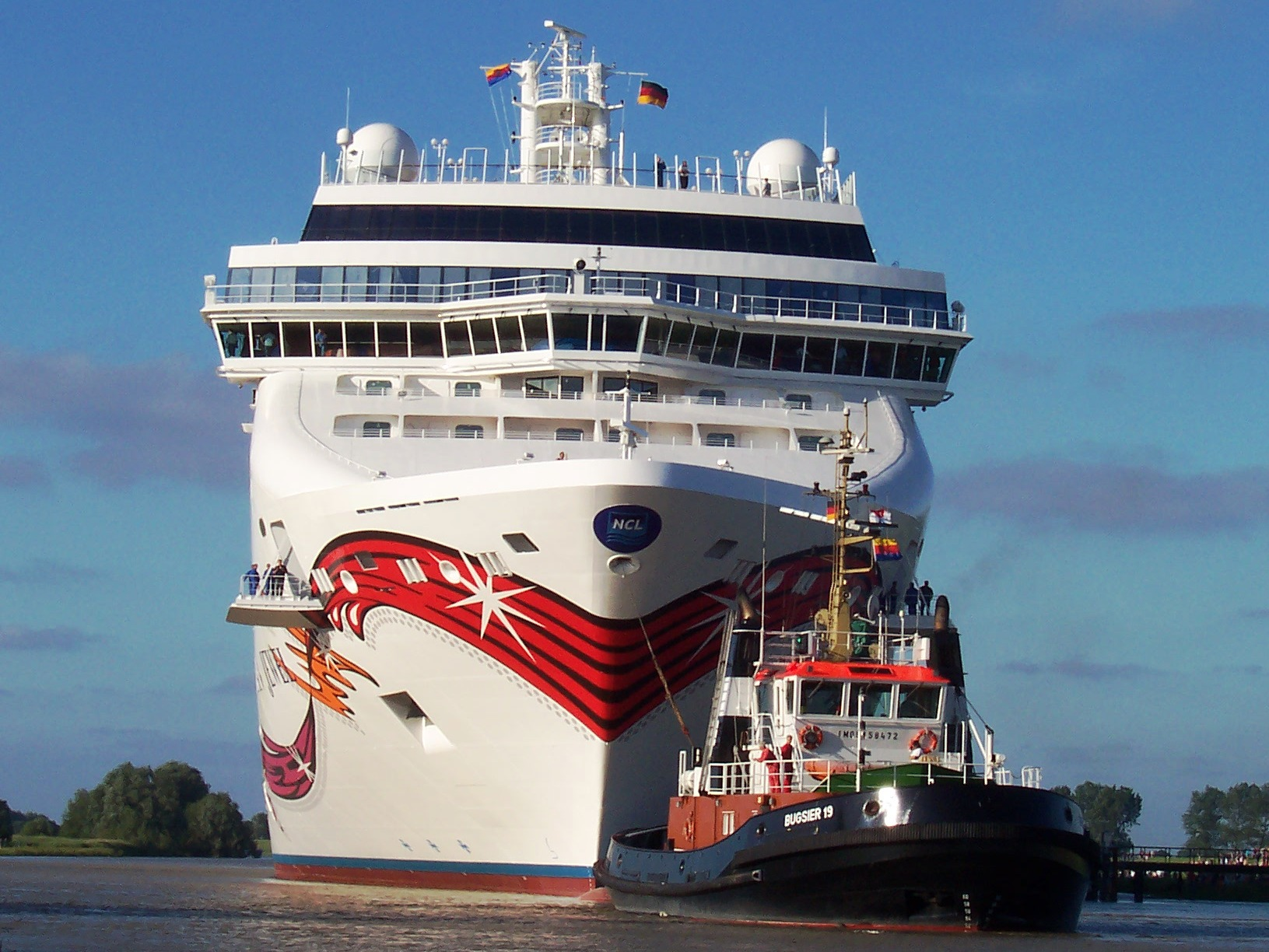
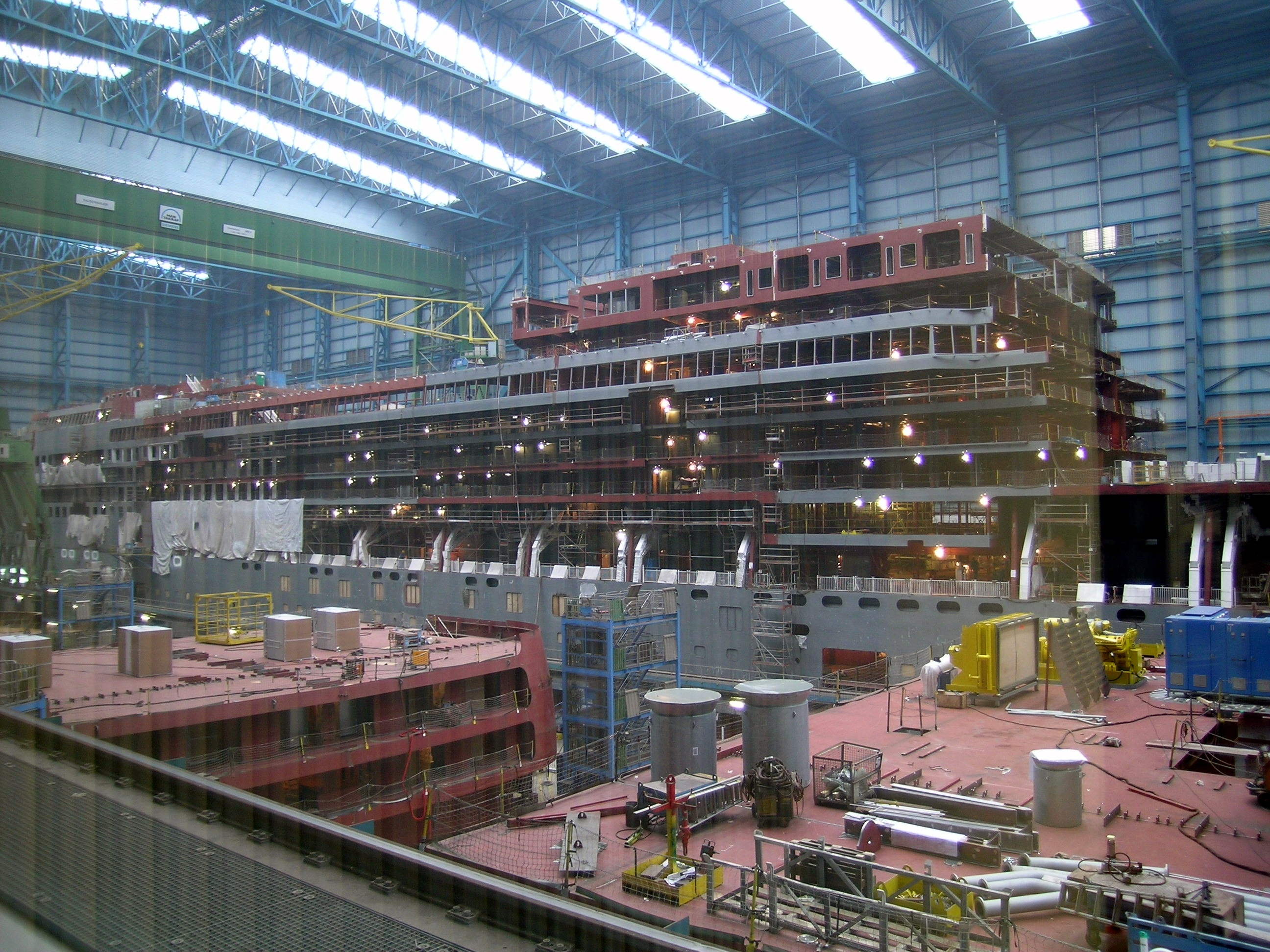
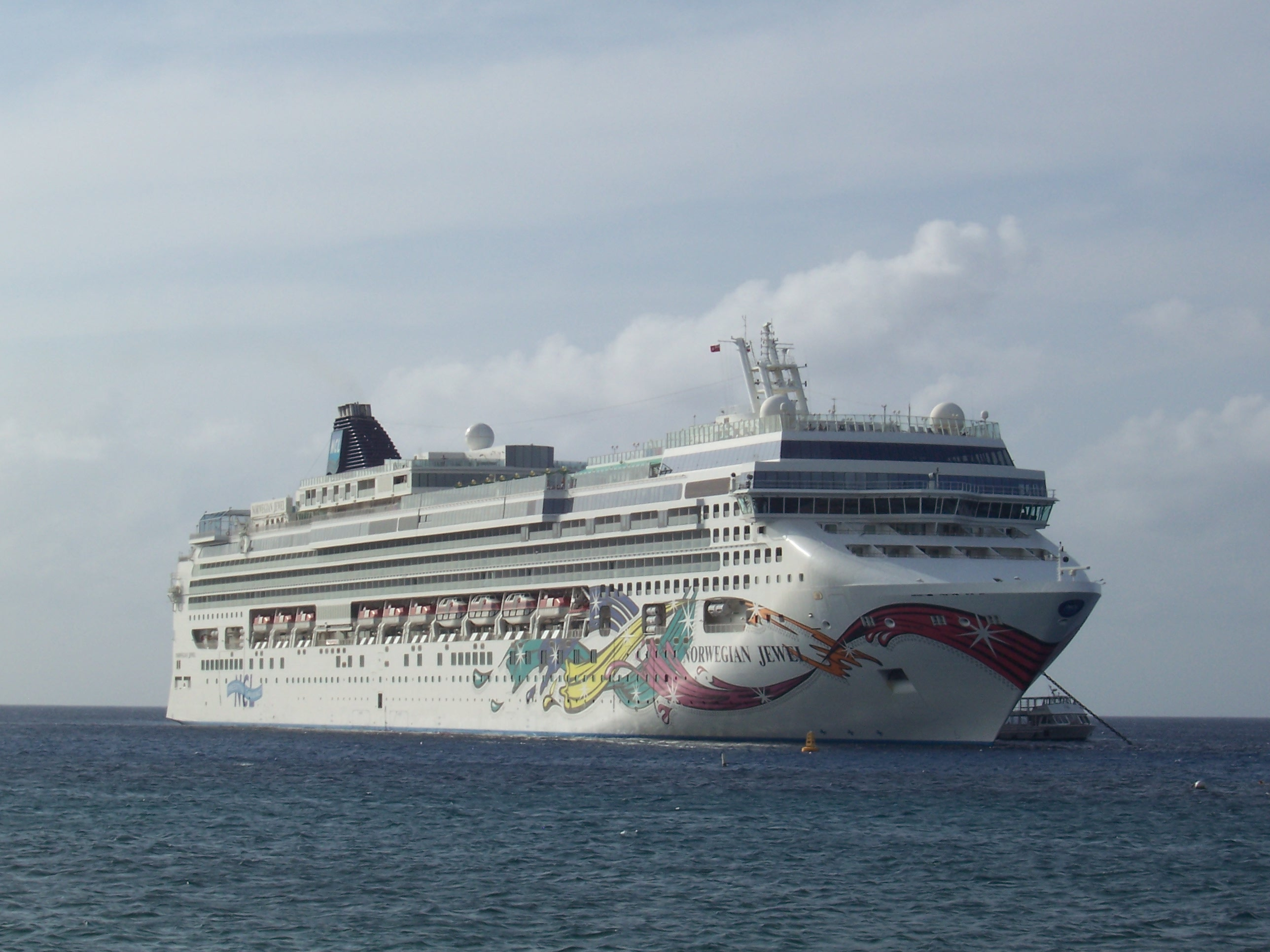
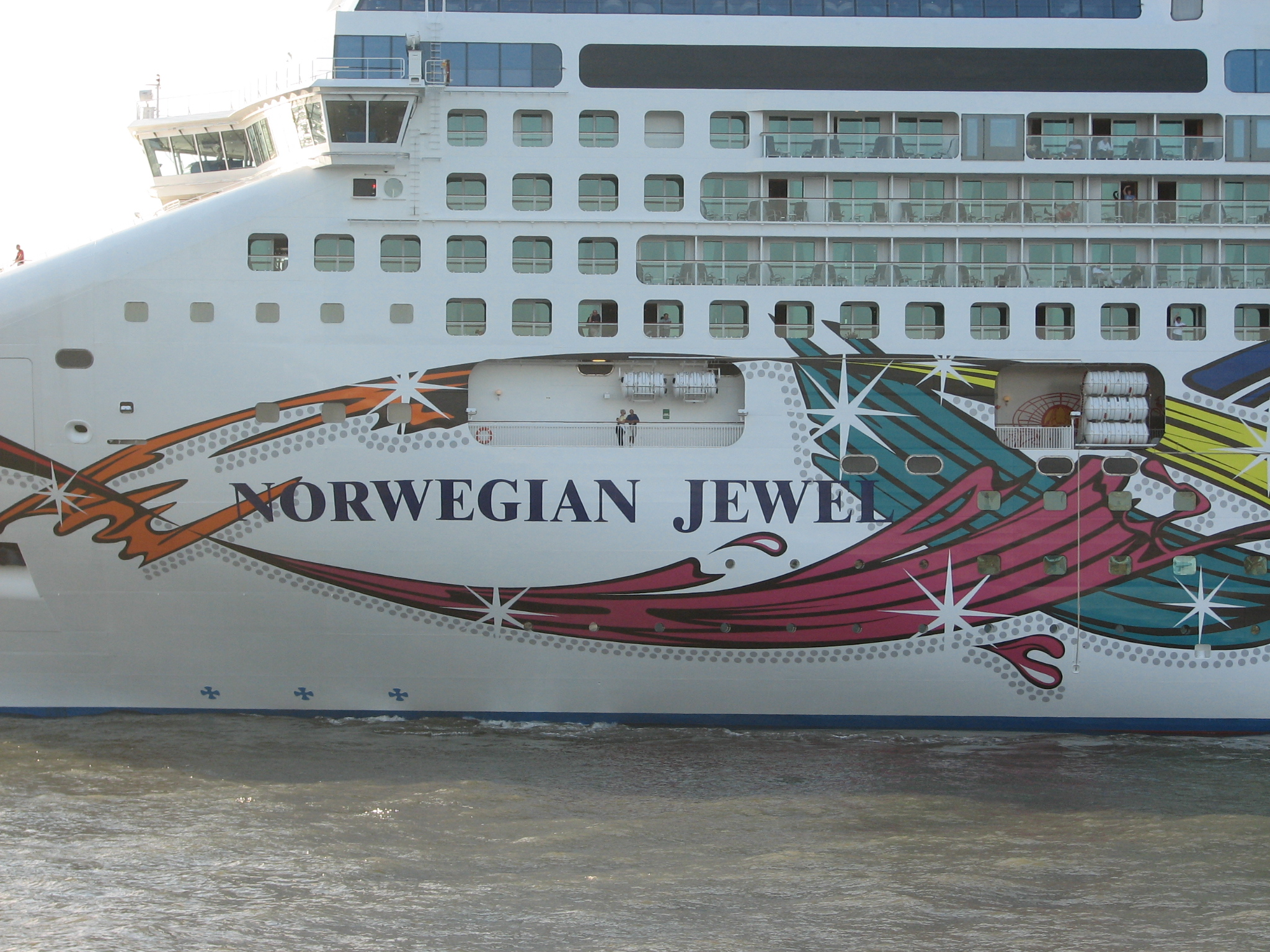
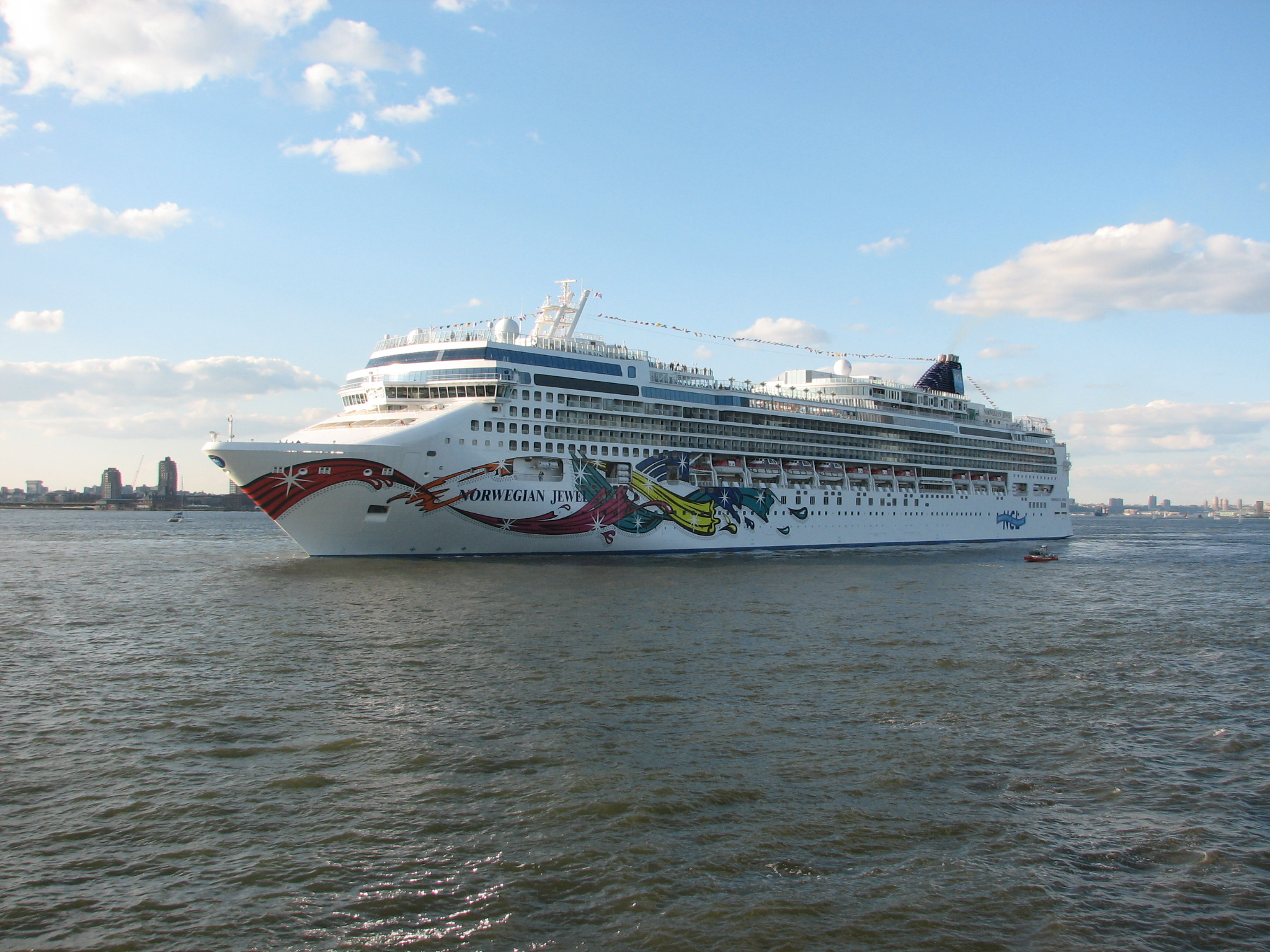